# Meir Wiener
Pour les articles homonymes, voir Wiener et Viner.
Meir Wiener (ou Meyer Viner, né le 31 décembre 1893 et mort en septembre 1941) est un écrivain, critique littéraire, folkloriste et spécialiste de la littérature en langue yiddish et allemande. 

## Biographie
Né à Cracovie, à l'époque ville de Galicie sous domination autrichienne,  dans une famille de la classe moyenne, Meir Wiener grandit en parlant polonais, yiddish et allemand. Son père Feliks est un marchand aisé qui appartient au cercle des Juifs éclairés, parlant allemand dans une ville sujette à une polonisation agressive. Le jeune Meir est envoyé au lycée allemand et suit à la maison des cours de judaïsme et d'hébreu donnés par Tsevi ha-Kohen Rapoport.
Avant le déclenchement de la Première Guerre mondiale, la famille s'installe à Vienne. Déclaré inapte au service militaire pour des raisons de santé, Wiener part en 1915 à Bâle et à Zurich pour étudier la philosophie, mais ne termine pas ses études et retourne à Vienne en 1919. À partir de cette date et jusqu'en 1925, il fait de nombreux voyages entre sa famille à Vienne et Berlin où il a trouvé un poste éditorial. En 1925, il adhère au Parti communiste d'Autriche et part à Paris. 
À l'automne 1926, Wiener s'installe en Union soviétique où il écrit pour le journal yiddish Di royte velt (Le monde rouge). Quittant Kharkov, il part à Kiev et prend la direction de la section littérature et folklore de l'Institut Evreiskoi Proletarskoi Kul’tury (IEPK - Institut de la culture prolétarienne juive) fondé en 1929. Entre 1935 et 1938, il dirige le département de langue et littérature yiddish à l'université pédagogique d'État de Moscou.    
Dès l'invasion de l'Union soviétique par l'Allemagne nazie, Wiener s'engage dans le bataillon des écrivains de Moscou et est tué au front quelques mois plus tard en octobre 1941 près de Viazma.

## Son œuvre

### La période viennoise et berlinoise
Lors de ses études en Suisse, Wiener s'intéresse au mysticisme et à la poésie hébraïque médiévale, ce qui le conduit en 1922 à écrire en collaboration avec le rabbin érudit de Prague, Hayim Brody, Anthologia Hebraica, une anthologie sur la poésie hébraïque postbiblique. Initialement adepte du sionisme spirituel d'Ahad Ha'Am et de Martin Buber, Wienner s'oriente aux alentours de 1919, vers un sionisme pan-asiatique plus radical, prôné par l'écrivain autrichien Eugen Hoeflich (Mosheh Ya‘akov Ben-Gavri’el).
La vie sociale de Wiener gravite autour des cafés artistiques de Vienne et de Berlin, où son cercle comprend des intellectuels et écrivains réputés de langue yiddish, hébreu et allemand. Ses articles sur la littérature allemande juive et hébraïque apparaissent entre 1917 et 1920 dans les publications sionistes de langue allemande Der Jude, Jerubbaal et Menora. Le dernier numéro du journal sioniste autrichien Esra en 1920, contient sa critique féroce du caractère bourgeois du mouvement sioniste.    
En 1920, un recueil de poèmes de Wiener, Messias: Drei Dichtungen (Messie: trois poèmes), inspiré par son étude du mysticisme sort simultanément avec un volume de ses traductions de l'hébreu, Die Lyrik der Kabbalah, qui est attaqué par l'historien et spécialiste de la Kabbale, Gershom Scholem pour ses penchants expressionnistes et son manque de précision académique. En 1924, dans Von den Symbolen. Zehn Kapitel über den Ausdruck des Geistes (Sur les symboles: dix chapitres sur l'expression de l'esprit), Wiener développe sa conception de l'autonomie de l'expression spirituelle dans l'art et la religion. 
Sous l'influence de son ami de Berlin, le poète yiddish soviétique, Leib Kvitko, Wiener s'intéresse au yiddish et au communisme. Bien qu'il commence à écrire de la poésie et de la fiction en yiddish dans les années 1920-1921, il est incapable de publier ses œuvres yiddish avant son installation en Union soviétique.

### La période soviétique
Le premier roman de Wiener Ele Faleks untergang (La chute d'Ele Falek), écrit en 1923 à Berlin, est publié en 1929 à Kharkov. Il raconte la triste vie et la fin tragique d'un jeune intellectuel juif à Kharkov à la veille de la Première Guerre mondiale. Le critique polonais Stefan Kaszynski décrit ce livre comme un rare exemple yiddish du phénomène appelé syndrome galicien, qu'il décrit comme un mélange de sentiments de culpabilité, de souffrance et de nostalgie. 
Le second roman de Wiener, Kolev Ashkenazi, en 1934, se passe au XVIIe siècle à Kharkov. Tiré d'une nouvelle psychologique sur un aristocrate polonais mentalement instable, converti au judaïsme, Kolev Ashkenazi représente une expérimentation combinant l'expressionnisme avec le réalisme socialiste.
L'intérêt de Wiener pour l'histoire du XVIIe siècle, le conduit à Venise, où sont situés les deux premiers chapitres de son roman inachevé de 1935, Baym mitlendishn yam (À la Méditerranée). Certains de ses manuscrits inédits, y compris ses souvenirs d'enfance et la nouvelle Los khudio (Les Juifs) apparaissent dans Sovetish heymland en 1967 et 1968. Par contre son magnum opus, un roman de 450 pages sur la bohème juive à Berlin au début des années 1920 reste inédit. 
Les études de Wiener sur la littérature yiddish, ont été réunies en grande partie en 1945 après sa mort dans les deux volumes de Tsu der geshikhte fun der yidisher literatur in 19tn yorhundert (Sur l'histoire de la littérature yiddish au XIXe siècle). Elles se focalisent principalement sur les auteurs de la Haskala Yisroel Aksenfeld et Shloïme Ettinger, ainsi que sur Mendele Moïkher Sforim et Cholem Aleikhem, bien qu'il ait aussi écrit sur les œuvres de certains de ses contemporains. 
En plaçant la littérature yiddish dans le contexte de l'histoire culturelle européenne, Wiener a pu appliquer le schéma marxiste du développement littéraire au cas du yiddish. Dans ses recherches littéraires aussi bien que dans ses romans, la rhétorique marxiste masque parfois son penchant idéaliste. Dans son étude sur l'humour de Cholem Aleikhem, en 1940, il rejette ouvertement sa propre approche sociologique vulgaire du début des années 1930, et célèbre l'esprit éternel du psychè collectif juif tel qu'il est exprimé dans le caractère de Tevye le laitier. 
L'intérêt de Wiener dans les ressources expressives du langage, qui éclaire sa critique allemande, l'incite à explorer les relations complexes entre l'engagement idéologique rationaliste et le penchant artistique irrationnel vers le folklore dans la littérature yiddish. Il a aussi édité deux volumes d'études sur le folklore juif. Une mort prématurée ne lui a pas permis de réaliser son plan d'écrire une étude complète sur l'histoire de la littérature yiddish moderne.  